# シーウィー

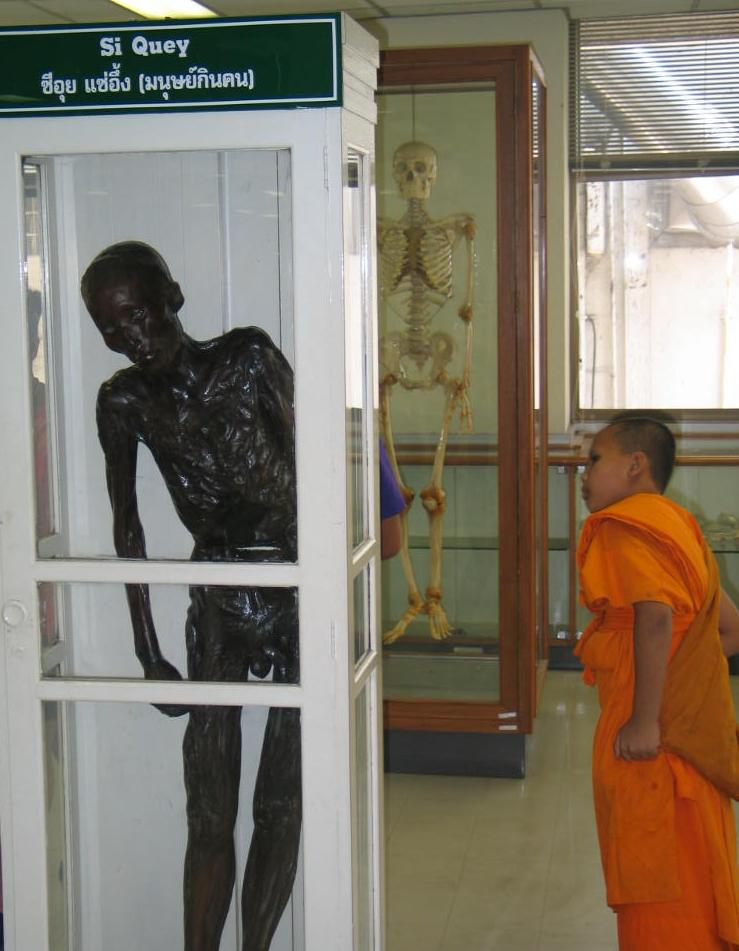
シリラート医学博物館に展示されているシーウィーの遺体を観る若い僧侶（2006年）

シーウィー（タイ語: ซีอุย แซ่อึ้ง、RTGS: Si-ui Sae-Ueng、タイ語発音: [sīː.ūj sɛ̂ː.ɯ̂ŋ]、1927年?-1959年9月16日）、または中国名でウン・リーフゥイ（中国語: 黃利輝）はタイの連続殺人者。中国出身の庭師。1958年に逮捕、翌1959年に処刑されるまでの1950年代において複数の子供を殺害したとされた。一部の文献ではタイ現代史における最初の連続殺人犯と称された。
その死体は防腐処理を施され、シリラート医学博物館に展示されていたことでも知られる。ガイドブックにも掲載され多くの観光客を呼ぶ展示品であったが非人道的だとされ、2019年に展示が取りやめられた後、2020年に火葬された。

## 来歴
シーウィーの来歴の詳細は不明である。タイ矯正局は彼の親族から連絡を受けたことはなく、2020年の時点で無国籍者とみなされている。ある文献によるとシーウィーは1927年に中国の汕頭市で生まれ、日中戦争にも兵士として参加していたという。タイ政府の記録によれば戦時中に敵に包囲され、物資が不足する中で、仲間の兵士の一部を食べるといったカニバリズム行為を行ったという。終戦後にタイへと移住した 。
1950年代、殺人行為に手を染めるまではシーウィーは下男として生計を立てていた（いくつかの文献によると庭師と記述される）。1954年から1958年にかけて、彼はタイの複数の子供を殺害し（犠牲者数については情報源によって4人、5人、6人とあり詳細は不明）、死体を解体して茹でて食べたとされている。バンコク、ナコンパトム、ラヨーンで活動していたシーウィーは1958年にタイ警察に逮捕され（一説に遺体を燃やそうとしていたという）、殺人を自供した。当局の記録によれば、シーウェイは子供はおびき寄せやすいから標的にしていたと告白している。また、人肉の味を好んでいたことも認めていたとされるが、後には食人行為は否定していた。裁判では死刑判決が下り、1959年に32歳で銃殺刑に処された。シーウィーの遺体は保存され、医学的検査がなされた後に防腐処理が施され、シリラート医学博物館（通称：死体博物館）に展示された 。シーウィーの遺体はガイドブックにも掲載されるなど博物館の展示品の中でも著名なものであり、地元では「悪さをするとシーウィーが来る」といった言い伝えも広がった。
一般にシーウィーは殺人を自白したとされるが、彼の自白と裁判の妥当性に疑問を呈するものもあった。シーウィーはタイ語が話せなかったために正確な自白ではなかった可能性があり、裁判でも通訳を使わざるを得なかった事実が指摘されている。また、当時の反中・反移民の世論も判決に影響した可能性がある。人道活動家たちのキャンペーンによって2019年8月に遺体の展示中止が決まり、2020年7月にタイ法務省の命令でバンコク北隣のノンタブリ県にあるワット・バン・プラーク・タイ寺院にて火葬された。遺骨は同寺が預かるという。